# 야메군

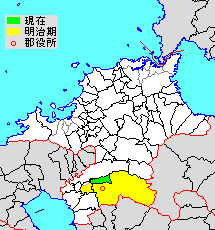
후쿠오카현 야메군의 위치 (녹색: 히로카와정)

야메군(일본어: 八女郡, やめぐん)은 일본 후쿠오카현의 군이다.
인구 19,552명, 면적 37.94km², 인구밀도 515명/km².(2025년 3월 1일, 추계인구)
이하 1정으로 구성된다. 
- 히로카와정(広川町)

## 군역
1896년 행정 구역으로 발족 당시의 군역은 위의 1정 외에 아래 구역에 해당한다.
- 야메시 전역
- 지쿠고시의 대부분
- 구루메시의 일부
- 미야마시의 일부

## 역사

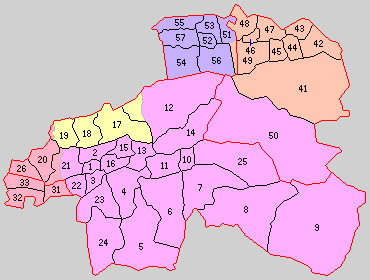
1.후쿠시마정 2.나가미네촌 3.산고촌 4.미쓰토모촌 5.헤바루촌 6.구시게촌 7.고야촌 8.오부치촌 9.야베촌 10.구로기정 11.도요오카촌 12.요코야마촌 13.가와사키촌 14.기타카와치촌 15.다다미촌 16.고즈마촌 17.가미히로카와촌 18.나카히로카와촌 19.19.시모히로카와촌 20.하이누즈카촌 21.오카야마촌 22.야하타촌 23.기타야마촌 24.시라키촌 25.가사하라촌 26.후타카와촌 31.후루카와촌 32.시모쓰마촌 33.미즈타촌 50.호시노촌 (분홍: 야메시 빨강: 지쿠고시 노랑: 히로카와정 41~49・51~57은 우키하군)

- 1896년 4월 1일 - 군제 시행에 따라 가미쓰마군·시모쓰마군 및 이쿠하군의 일부 구역으로 야메군이 발족. 아래의 정촌이 소속됨.(2정 28촌)
  - 구 가미쓰마군(2정 24촌) - 후쿠시마정(福島町), 나가미네촌(長峰村), 산고촌(三河村), 미쓰토모촌(光友村), 헤바루촌(辺春村), 구시게촌(串毛村), 고야촌(木屋村), 오부치촌(大淵村), 야베촌(矢部村), 구로기정(黒木町), 도요오카촌(豊岡村)(현 야메시), 요코야마촌(横山村)(현 야메시, 히로카와정), 가와사키촌(川崎村), 기타카와치촌(北川内村), 다다미촌(忠見村), 고즈마촌(上妻村)(현 야메시), 가미히로카와촌(上広川村), 나카히로카와촌(中広川村)(현 히로카와정), 시모히로카와촌(下広川村)(현 구루메시, 지쿠고시, 히로카와정), 하이누즈카촌(羽犬塚村)(현 지쿠고시), 오카야마촌(岡山村)(현 야메시, 지쿠고시), 야하타촌(八幡村), 기타야마촌(北山村), 시라키촌(白木村), 가사하라촌(笠原村)(현 야메시), 후타카와촌(二川村)(현 지쿠고시)
  - 구 시모쓰마군(3촌) - 후루카와촌(古川村), 시모쓰마촌(下妻村), 미즈타촌(水田村)(현 지쿠고시)
  - 구 이쿠하군(1촌) - 호시노촌(星野村)(현 야메시)
- 1908년 1월 15일 - 시모쓰마촌·후타카와촌·미즈타촌이 합병하여, 새로이 미즈타촌이 발족.(2정 26촌)
- 1915년 1월 1일 - 하이누즈카촌이 정제 시행으로 하이누즈카정(羽犬塚町)이 됨.(3정 25촌)
- 1948년 4월 1일 - 요코야마촌의 일부가 가미히로카와촌으로, 일부가 기타카와치촌으로 각각 편입.
- 1951년 4월 1일 - 후쿠시마정·산고촌·고즈마촌·나가미네촌·야하타촌이 합병하여, 새로이 후쿠시마정이 발족.(3정 21촌)
- 1953년 10월 1일 - 기타카와치촌이 정제 시행으로 기타카와치정(北川内町)이 됨.(4정 20촌)
- 1954년 4월 1일(2정 11촌)
  - 하이누즈카정·미즈타촌·후루카와촌 및 오카야마촌의 일부가 합병하여, 지쿠고시(筑後市)가 발족, 군에서 이탈.
  - 후쿠시마정이 가와사키촌·다다미촌 및 오카야마촌의 잔여부를 편입한 후에 시제 시행과 개칭으로 야메시(八女市)가 되어, 군에서 이탈.
  - 구로기정·도요오카촌·구시게촌·고야촌·가사하라촌이 합병하여, 새로이 구로기정이 발족.
- 1955년
  - 4월 1일(4정 5촌)
    - 미쓰토모촌·기타야마촌·시라키촌·헤바루촌이 합병하여, 다치바나정(立花町)이 발족.
    - 가미히로카와촌·나카히로카와촌이 합병하여, 히로카와정(広川町)이 발족.

  - 12월 1일 - 시모히로카와촌이 분할되어, 일부가 지쿠고시에, 일부가 미즈마군 지쿠호정에, 잔여부가 히로카와정에 각각 편입.(4정 4촌)
- 1957년 3월 31일 - 오부치촌이 구로기정에 편입.(4정 3촌)
- 1958년 3월 31일 - 기타카와치정·요코야마촌이 합병하여, 조요정(上陽町)이 발족.(4정 2촌)
- 2006년 10월 1일 - 조요정이 야메시에 편입.(3정 2촌)
- 2010년 2월 1일 - 구로기정·다치바나정·야베촌·호시노촌이 야메시에 편입.(1정)